# Murilo
Pour les articles homonymes, voir Murillo.
Murilo (ou Murillo ou encore Marilo) est un atoll des îles Carolines. C'est une municipalité du district d'Oksoritod, dans l'État de Chuuk, un des États fédérés de Micronésie. Sa population est de 681 habitants (2008) sur une superficie de 1 km².
Il est situé à 9 km au nord-est de Nomwin et à 101 km au nord-nord-est de Chuuk. Avec Murilo, ils forment les îles Hall.